# Renswoude

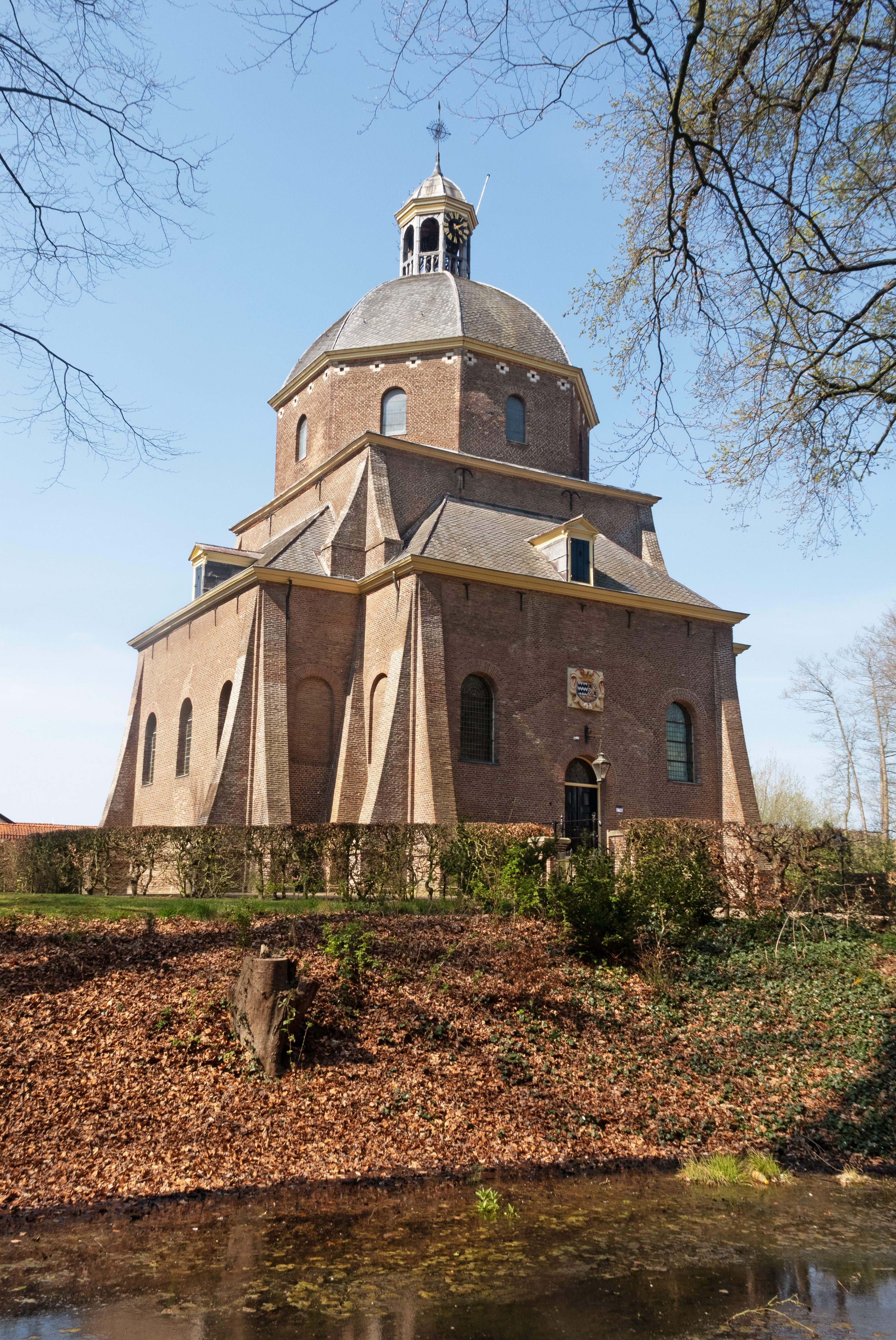
L'église protestante

Renswoude est une commune des Pays-Bas, en province d'Utrecht.

## Histoire
Dès 855, Renswoude était mentionnée comme Silva Hrenhem (la forêt de Rhenen) dans une charte. Cependant, le site de Renswoude est beaucoup moins ancien. En fait, il n'est apparu que vers 1400. Renswoude se composait alors d'une maison forte, appelée le Borgwal, et de plusieurs fermes dispersées. En 1638, Johan van Reede fonda un village près de l'ancien Borgwal. Il s'agissait de l'actuelle Dorpsstraat, avec un développement en ruban le long de celle-ci. De plus, deux routes secondaires ont été créées, les actuelles Molenstraat et Kerkstraat. Van Reede fit également construire le château de Renswoude (nl) (1654) et l'église en forme de dôme (1639, d'après un dessin de Jacob van Campen).[2]

### Église de Renswoude
En 1674, Renswoude est devenue une "Seigneurie Grande et Libre" connue, un territoire avec sa propre juridiction indépendante. La municipalité de Renswoude a été formée à partir de cette seigneurie en 1795. Ce n'est qu'en 1818 que les limites de la commune sont légalement fixées officiellement. Cependant, ces limites étaient connues précisément depuis des siècles.
Les plans de modification des limites et les réorganisations municipales ont joué un rôle de premier plan dans l'histoire de la commune de Renswoude. Un important changement de frontières a eu lieu le 1er janvier 1960, lorsque Renswoude a perdu de grandes parties de son territoire au profit de Veenendaal et Scherpenzeel. Ceux-ci comprenaient les Emminkhuizerveen. Cette zone couvrait environ 150 hectares.